# Dichomeris balioella
Dichomeris balioella is een vlinder uit de familie van de tastermotten (Gelechiidae). De wetenschappelijke naam van de soort is voor het eerst geldig gepubliceerd in 2004 door Ponomarenko & Ueda.

## Type
- holotype: "male, 15-19.VIII.1987. leg. S. Moriuti et al."
- instituut: entomologisch laboratorium van OPU in Japan
- typelocatie: "Thailand, Loei, Phu Rua, ca. 800 m"[2]